# 154 v. Chr.
Portal Geschichte | Portal Biografien | Aktuelle Ereignisse | Jahreskalender | Tagesartikel

◄ |
3. Jahrhundert v. Chr. |
2. Jahrhundert v. Chr. |
1. Jahrhundert v. Chr. |
►

◄ | 170er v. Chr. | 160er v. Chr. | 150er v. Chr. | 140er v. Chr. |
130er v. Chr. |
►

◄◄ | ◄ | 157 v. Chr. | 156 v. Chr. | 155 v. Chr. | 154 v. Chr. |
153 v. Chr. |
152 v. Chr. |
151 v. Chr. |
► |
►►
Staatsoberhäupter

## Ereignisse

### Römisches Reich
- Keltiberische Stämme erheben sich gegen Rom. Damit beginnt der Spanische Krieg.

### Kaiserreich China
- Eine Revolte alter Lehnsträger gegen die Han-Dynastie in China wird durch Kaiser Han Jingdi zerschlagen.

## Geboren
- Marcus Porcius Cato Salonianus der Ältere, römischer Politiker

## Gestorben
- Tiberius Sempronius Gracchus der Ältere, römischer Politiker